# Drăgănești-Olt
Drăgănești-Olt là một thị xã thuộc hạt Olt, România. Dân số thời điểm năm 2002 là 12223 người.